# Troféu UOL TV e Famosos de 2015
O Prêmio UOL TV e Famosos de 2015 foi a 1ª edição do Troféu UOL TV e Famosos que premiou os melhores do ano de 2015. A votação popular ficou aberta entre os dias 11 de novembro de 2015 e 03 de dezembro de 2015.
Na premiação de 2015, houve entregas separadas dos prêmios no voto do público e no voto dos colunistas.
As grandes vencedoras da premiação foram as novelas Os Dez Mandamentos, no voto popular, e Verdades Secretas, no voto dos colunistas.

## Vencedores e indicados
| Melhor Novela/Minissérie | Melhor Série Nacional |
| --- | --- |
| - Voto Popular: Os Dez Mandamentos - (Rede Record) - Voto Júri: Verdades Secretas - (Rede Globo) - A Regra do Jogo - Rede Globo) - Alto Astral - (Rede Globo) - Além do Tempo - (Rede Globo) - Babilônia - (Rede Globo) - Cúmplices de um Resgate - (SBT) - Chiquititas - (SBT) - Fatmagul - (Band) - Felizes para Sempre? (Rede Globo) - I Love Paraisópolis (Rede Globo) - Malhação (Rede Globo) - Mil e Uma Noites (Band) - Os Experientes (Rede Globo) - Sete Vidas (Rede Globo) - Totalmente Demais (Rede Globo)                  | - Voto Popular: Tapas e Beijos - (Rede Globo) - Voto Júri: Tapas e Beijos - (Rede Globo) - Chapa Quente (Rede Globo) - Magnífica 70 (HBO) - Mister Brau (Rede Globo) - O Grande González (Fox) - O Hipnotizador (HBO) - O Negócio (HBO) - Pé na Cova (Rede Globo) - Psi (HBO) - Romance Policial - Espinosa (GNT) |
| Melhor Atriz | Melhor Ator |
| - Voto Popular: Grazi Massafera - (Verdades Secretas) - Voto Júri: Grazi Massafera - (Verdades Secretas) - Adriana Esteves - (Babilônia) - Bruna Marquezine - (I Love Paraisópolis) - Cássia Kiss Magro - A Regra do Jogo - Drica Moraes - (Verdades Secretas) - Glória Pires - (Babilônia) - Giovanna Antoneli - A Regra do Jogo - Larissa Manoela - Cúmplices de um Resgate - Letícia Spiller - (I Love Paraisópolis) - Marieta Severo - (Verdades Secretas) - Paolla Oliveira - (Além do Tempo) - Vanessa Giácomo - A Regra do Jogo | - Voto Popular: Guilherme Winter - (Os Dez Mandamentos) - Voto Júri: Alexandre Nero - (A Regra do Jogo) - Caio Castro - (I Love Paraisópolis) - Cauã Reymond - (A Regra do Jogo) - Domingos Montagner - (Sete Vidas - Enrique Díaz - (Felizes para Sempre? - Gabriel Braga Nunes - (Babilônia - Reynaldo Gianecchini - (Verdades Secretas) - Rodrigo Lombardi - (Verdades Secretas) - Tonico Pereira - (A Regra do Jogo) - Tony Ramos - (A Regra do Jogo) |
| Melhor Apresentadora | Melhor Apresentador |
| - Voto Popular: Xuxa - - Voto Júri: Monica Iozzi - Ana Maria Braga - Ana Hickmann - Eliana - Fátima Bernardes - Fernanda Lima - Luciana Gimenez - Patrícia Abravanel - Regina Casé - Sabrina Sato - Sônia Abrão | - Voto Popular: Silvio Santos - Voto Júri: Silvio Santos - Celso Portioli - Fausto Silva - Gugu - João Kleber - Luciano Huck - Marcos Mion - Ratinho - Raul Gil - Roberto Justus - Rodrigo Faro - Tiago Leifert |
| Melhor Jornalista | Revelação da TV |
| - Voto Popular: Rachel Sheherazade - (SBT) - Boris Casoy - Band - Caco Barcelos - (Rede Globo) - Christiane Pelajo - (Rede Globo) - José Luís Datena - Band - Marcelo Rezende - Rede Record) - Renata Vasconcellos - (Rede Globo) - Renata Lo Prete - (Rede Globo) - Ricardo Boechat - Band - Roberto Cabrini - SBT - Sandra Annemberg - (Rede Globo) - William Bonner - (Rede Globo) | - Voto Popular: Camila Queiroz - (Verdades Secretas) - Voto Júri: Camila Queiroz - (Verdades Secretas) - Jiang Pu - (Masterchef Brasil) - Lucas Lucco - (Malhação) - Maria Júlia Coutinho - (Jornal Nacional) |